# Zurvan

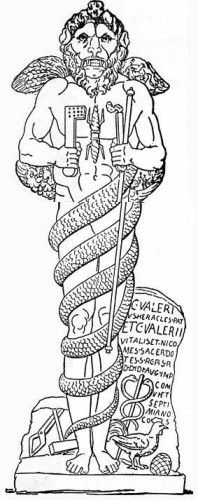
Löwenköpfige Gottheit aus einem Mithräum in Ostia Antica (CIMRM 312)

Zurvan (auch Zervan) ist der Schöpfergott bzw. eine Art ursprünglicher Deus otiosus in der zurvanistischen Sonderform des Zoroastrismus. Als Personifikation von Zeit und Ewigkeit (bzw. „Gott der Zeit“) galt er dort als Vater der aus seinem Schoß geborenen, als androgyn geltenden Zwillinge Ahura Mazda (auch Ohrmazd, die „Frucht des Opfers“) und dessen Widersachers Angra Mainyu (auch Ahriman, das „Produkt des Zweifels“). Zuvor hatte Zurvan versucht, durch Feiern eines 1000-jährigen Opfers einen Sohn zu bekommen, aber gegen Ende dieses Opfers an der Wirksamkeit dieses Ritus gezweifelt.
Der Name entspricht dem mittelpersischen zurwān (Zeit) und leitet sich vom avestischen zruvā (Stamm zruvan-) (Zeit) ab. Aufgrund von Inschriften mit den Konsonanten zrw(n) und zraovo wird vermutet, dass Zurvan auch bei den Sogden und Baktrern als Hochgott verehrt wurde.
Im 3. Jahrhundert wurde der Name ebenfalls von den Manichäern verwendet, bei denen Zurvan aber nur als mittelpersischer Name des Abbā dəRabbūṯā (aramäisch für „Vater des Lichts“) fungierte. 
Die in römischen Mithrasheiligtümern gefundenen Darstellungen eines Mannes mit Löwenkopf und Flügeln (manchmal auch als bärtiger Mann), um dessen Füße sich eine Schlange windet, wurden von Franz Cumont, dem bedeutenden Erforscher der Mithrasreligion, als Bildnisse des Zurvan gedeutet. Da die von Cumont vertretene Deutung durch weitgehende Entsprechungen mit altiranisch-zoroastrischen Mythen heute in Zweifel gezogen wird, bleibt unklar, ob es sich um Darstellungen Zurvans, des mit ihm synkretistisch vermengten Aion oder um etwas völlig anderes handelt.